# Anton Raphael Mengs

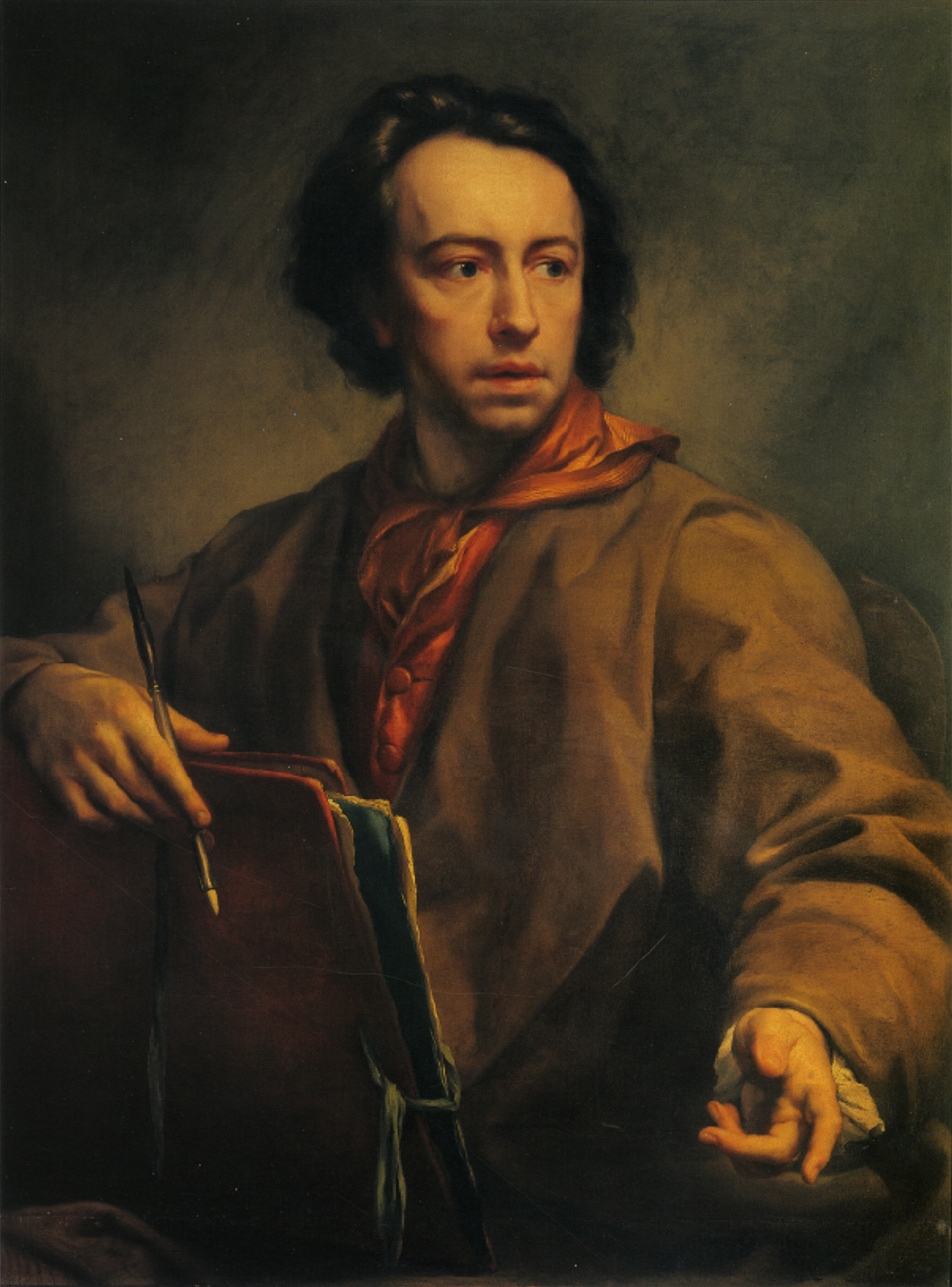
Autoportret.

Anton Raphael Mengs (n. 22 martie 1728, Ústí nad Labem, Ústí nad Labem, Cehia – d. 29 iunie 1779, Roma, Statele Papale) a fost un pictor german din Boemia, care a lucrat la Roma, Madrid și Saxonia și a devenit unul dintre precursorii picturii neoclasice.

## Biografie
Mengs se născu în anul 1728 în orașul Usti nad Labem (în germană Aussig) din Boemia, ca fiu al lui  Ismael Mengs⁠(da)[traduceți], un pictor danez care se stabili ulterior la Dresda. În 1741 tatăl lui Mengs îl luă de la Dresda la Roma.
În 1749 fu numit primul pictor al prințului Frederick Augustus, elector al Saxoniei, dar acest lucru nu-l împiedică să continue să-și petreacă majoritatea timpului la Roma. Acolo se căsători cu Margarita Guazzi, care îi pozase ca model în 1748. Se converti la catolicism, iar în 1754 deveni director al școlii de pictură a Vaticanului. Pictura sa în frescă Parnassus de la Villa Albani i-a creat o reputație de maestru pictor.
În 1749 Mengs acceptă o comandă de la Ducele de Northumberland pentru a face o copie, în ulei pe pânză, a frescei Școala din Atena a lui Rafael  pentru casa lui din Londra. Realizată în perioada 1752-1755, pictura lui Mengs este la scară completă, dar adaptată la un format dreptunghiular, cu unele figuri suplimentare. Ea se află acum în colecția Victoria and Albert Museum. Mengs a murit la Roma în iunie 1779 și a fost îngropat în Biserica Santi Michele e Magno din Roma.

## Cariera

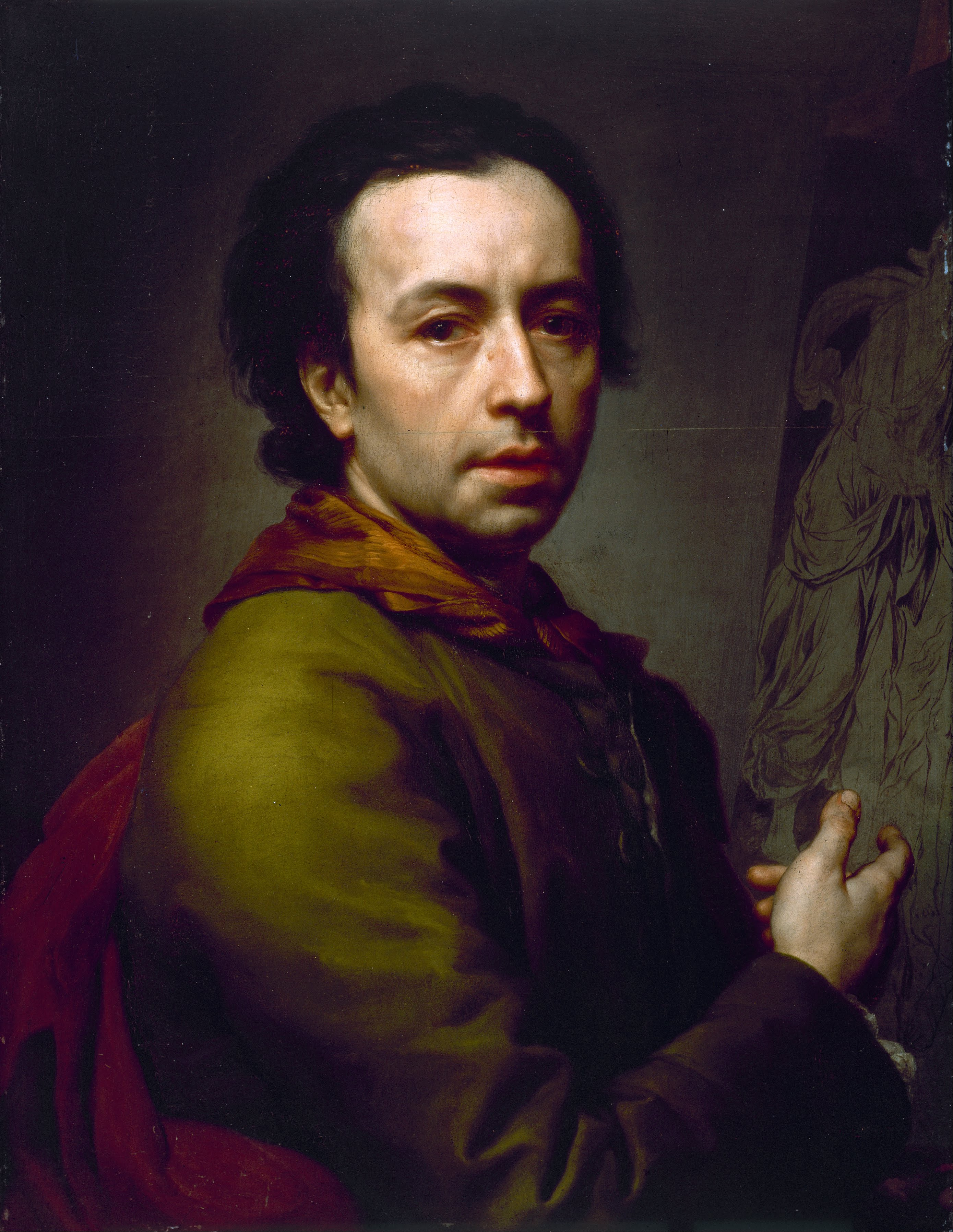
Anton Raphael Mengs – Autoportret

În două rânduri a acceptat invitațiile regelui Carol al III-lea al Spaniei pentru a merge la Madrid. Acolo, el a realizat unele dintre cele mai reușite creații ale sale, mai ales plafonul sălii de banchete de la Palatul Regal din Madrid, ale cărui subiecte au fost Triumful lui Traian și Templul Gloriei. După finalizarea acestei lucrări, în 1777, Mengs s-a întors la Roma, unde a murit doi ani mai târziu, în condiții de sărăcie, lăsând în urma sa douăzeci de copii, dintre care șapte au primit pensii din partea regelui Spaniei. Portretele și autoportretele sale se remarcă printr-o atenție la detalii și o perspectivă de multe ori pierdută în picturile sale mai mari.
Apropierea lui față de Johann Joachim Winckelmann i-a consolidat importanța istorică. Mengs a împărtășit entuziasmul lui Winckelmann pentru antichitatea clasică și a lucrat pentru a stabili poziția dominantă a picturii neoclasice. În același timp, cu toate acestea, influența barocului roman a rămas puternică în opera sa, în special în picturile religioase. El s-a închipuit ca fiind primul pictor neoclasic, în timp ce, în fapt, el ar putea fi ultima licărire a artei baroce. Rudolf Wittkower a scris: „În ultima analiză, el este la fel de mult un sfârșit ca și un început”. În Winckelmann und sein Jahrhundert, Goethe a regretat faptul că „o atât de mare capacitate de învățare s-ar fi combinat cu o totală lipsă de inițiativă și sărăcie de inovație, încorporată într-un manierism încordat și artificial”.

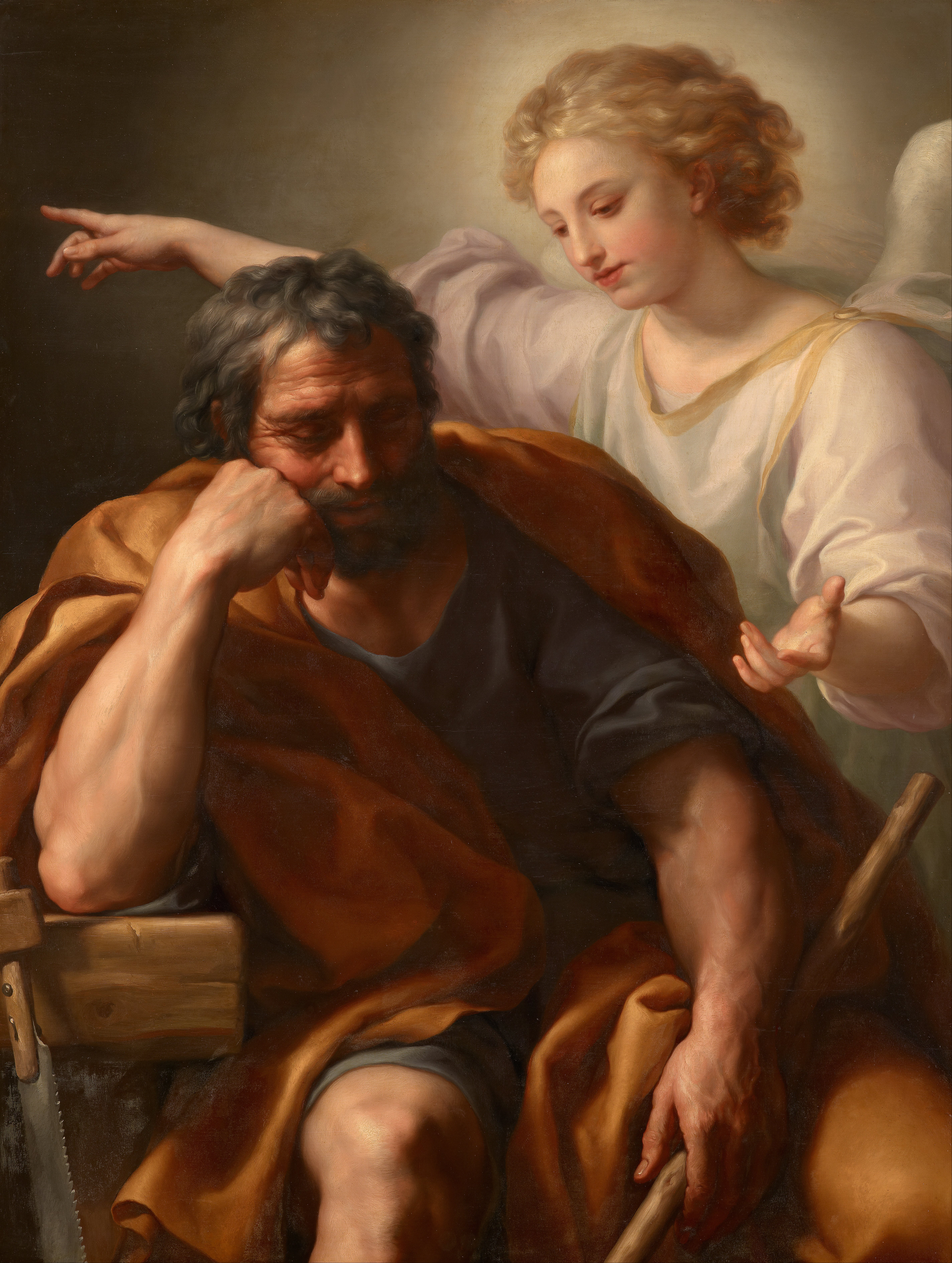
Anton Raphael Mengs – Visul Sf. Iosif

Mengs a avut o rivalitate bine-cunoscută cu pictorul italian contemporan Pompeo Batoni. El a fost, de asemenea, un prieten al lui Giacomo Casanova. Casanova îi prezintă personalitatea și reputația sa contemporană prin anecdote în memoriile sale intitulate Histoire de Ma Vie. Printre elevii săi din Italia au fost Anton von Maron și Antonio Maron (1731, Viena - 1761, Napoli), iar din Spania Agustín Esteve.
În afară de numeroasele picturi de la Madrid, Înălțarea Domnului și Sfântul Iosif de la Dresda, Perseu și Andromeda de la Sankt Petersburg și plafonul Villei Albani sunt printre capodoperele sale. În 1911, Henry George Percy, al 7-lea Duce de Northumberland, deținea pictura Sfânta Familie, iar colegiile All Souls și Magdalen de la Oxford, aveau piese de altar realizate de Mengs.

## Scrieri teoretice
În scrierile sale, în limbile spaniolă, italiană și germană, Mengs a prezentat o teorie eclectică a artei, considerând că se poate atinge perfecțiunea printr-o combinație bine realizată de diverse calități excelente: design grecesc, expresia artistică a lui Rafael, clar-obscurul lui Correggio și culoarea lui Tițian.

## Lucrări (selecție)
- Înălțarea Domnului (Hofkirche din Dresda), 1751/1766
- St. Joseph (Hofkirche din Dresda), 1751/1766
- Slava Sfântului Eusebiu (frescă pe tavan, Sant ' Eusebio, Roma), 1757 (modello, ulei pe pânză, Galeria Națională a Canadei, Ottawa)
- Carol al III-lea (Museo del Prado, Madrid), 1761
- Infantele Don Louis de Borbon (Muzeul de Artă Cleveland, Cleveland, Ohio)

Opere selectate
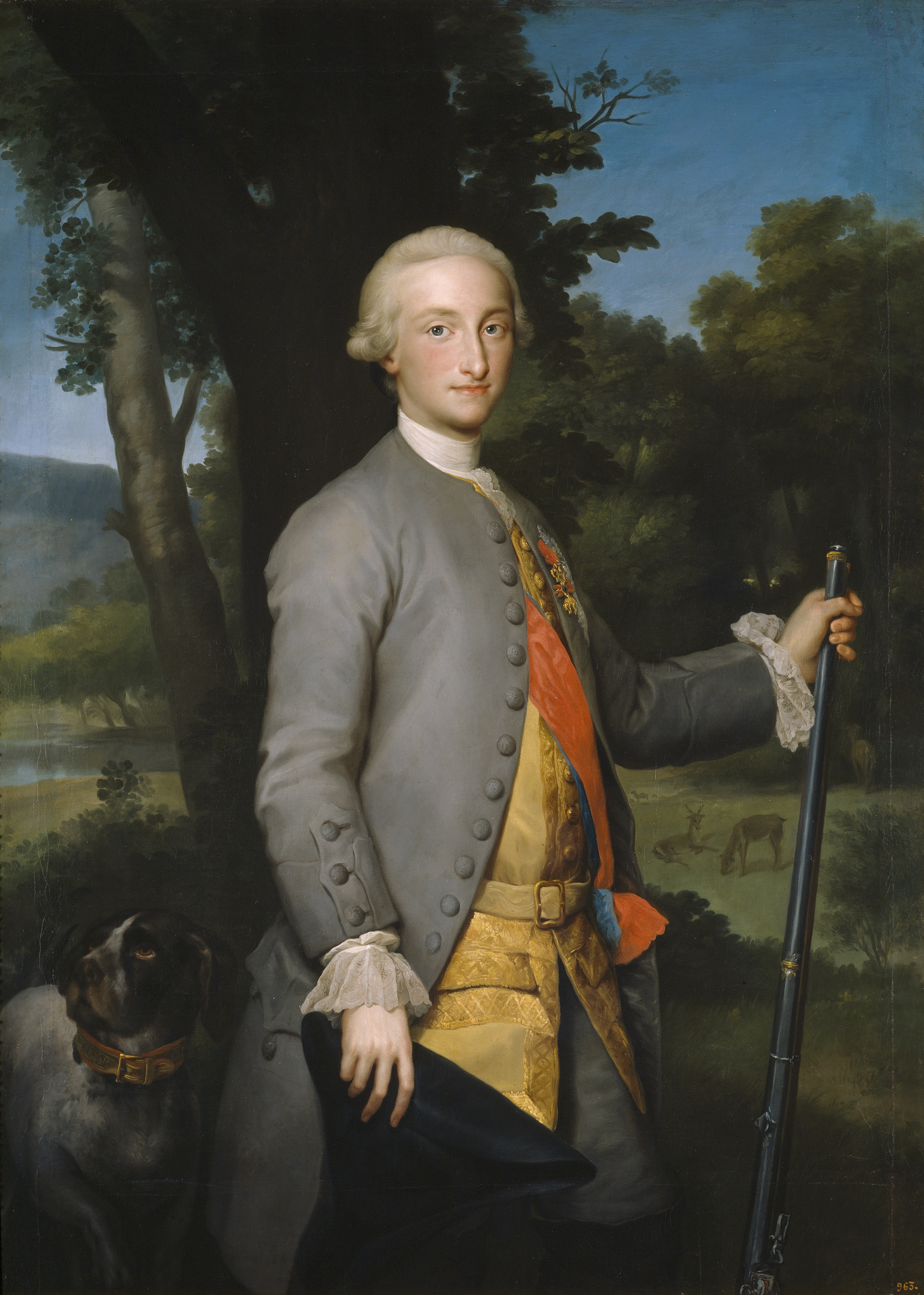
Prințul de Asturias, viitorul rege Carol al IV-lea al Spaniei (са 1765)
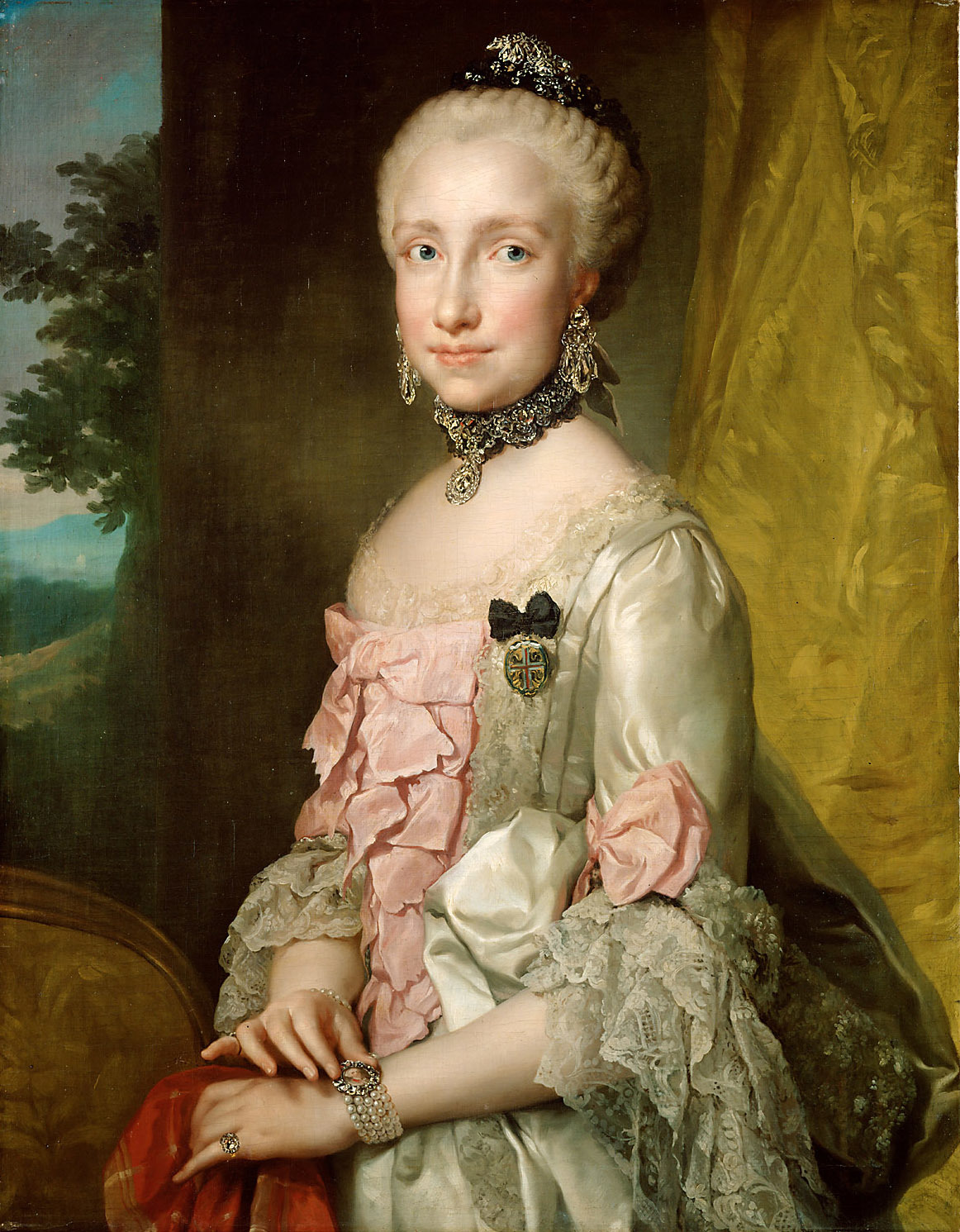
Portretul Mariei Luisa a Spaniei
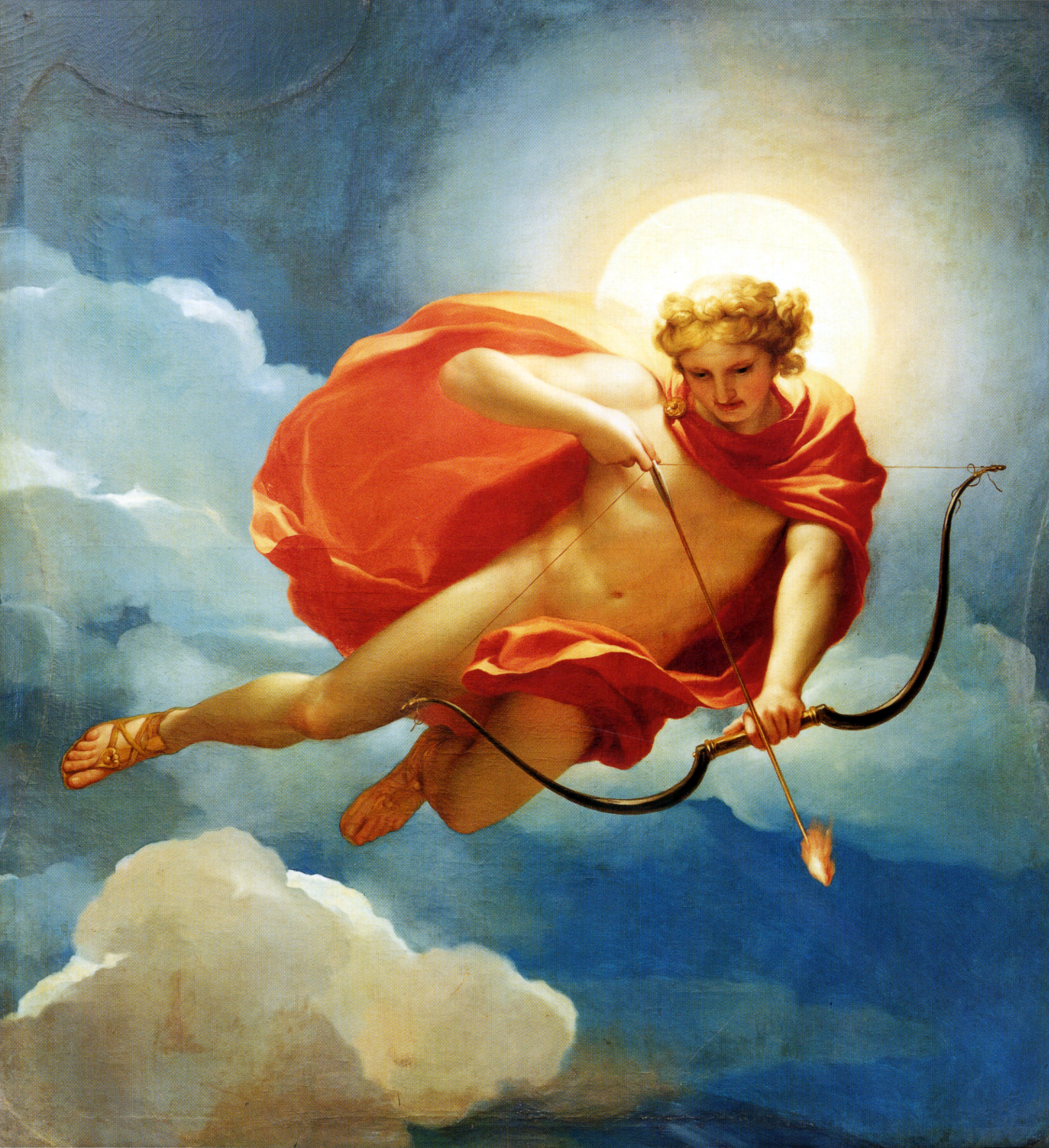
Helios ca personificare a Amiezii (ca. 1765)
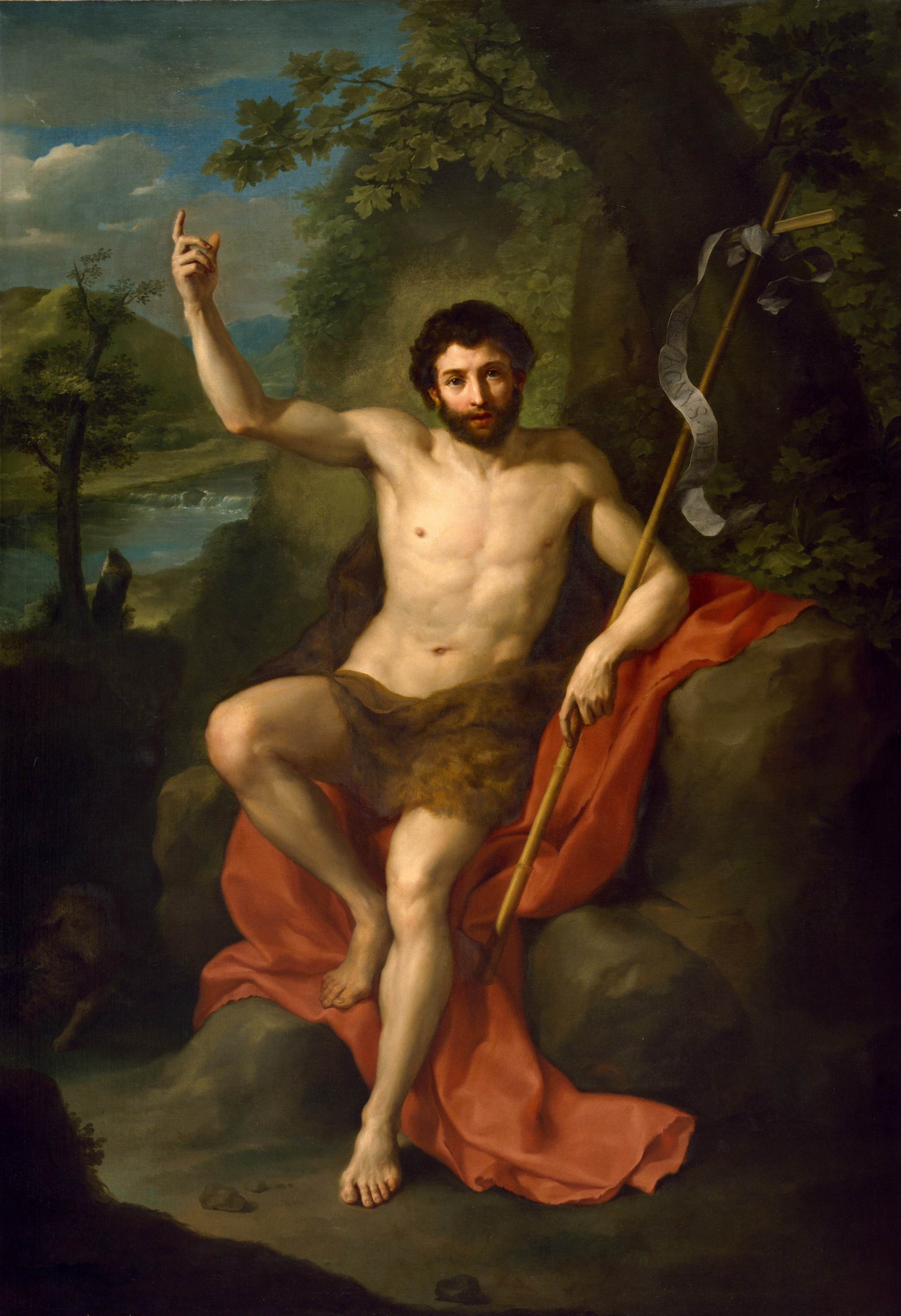
Sf. Ioan Botezătorul predicând în pustiu
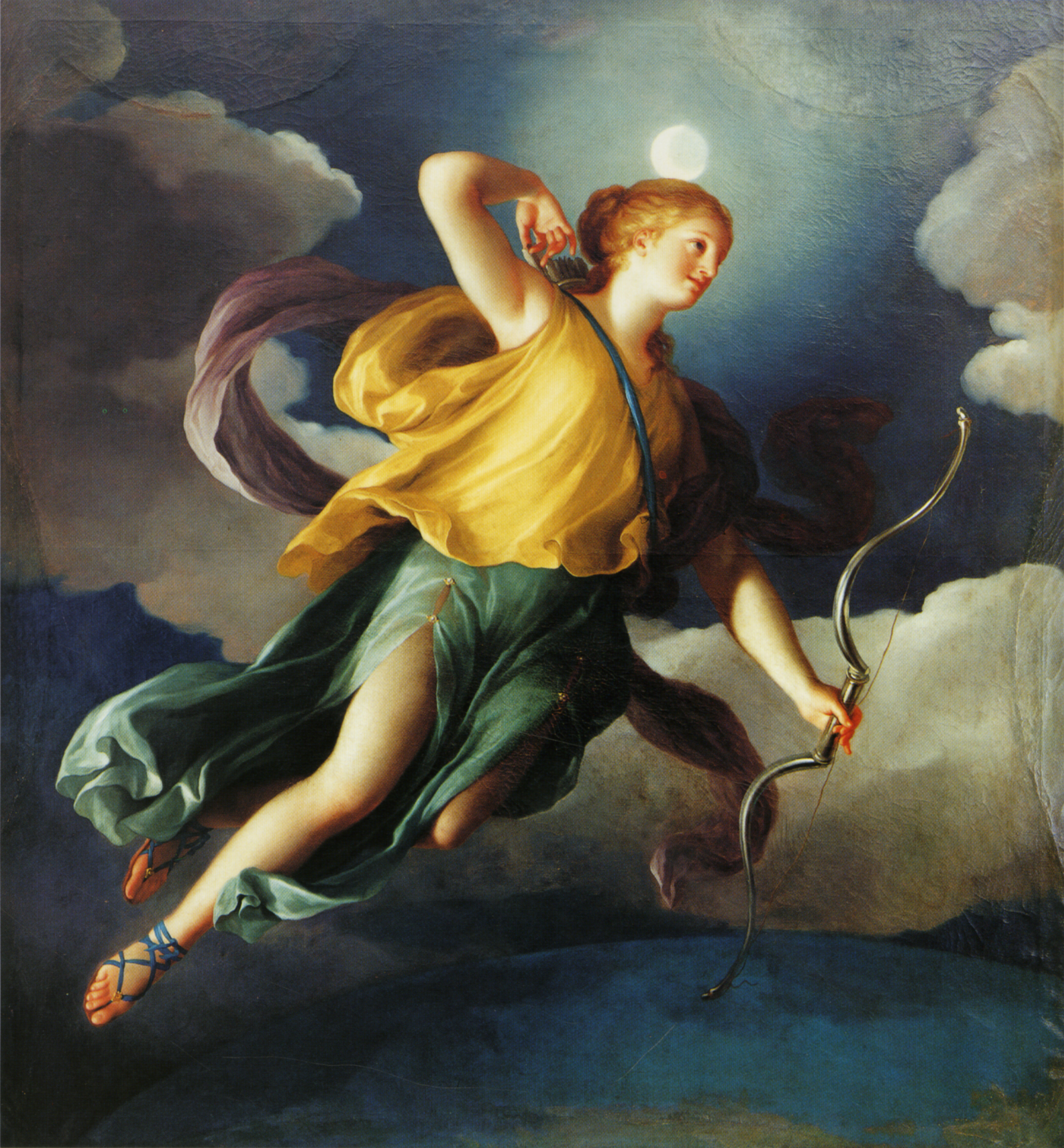
Diana ca personificare a Nopții (ca. 1765)
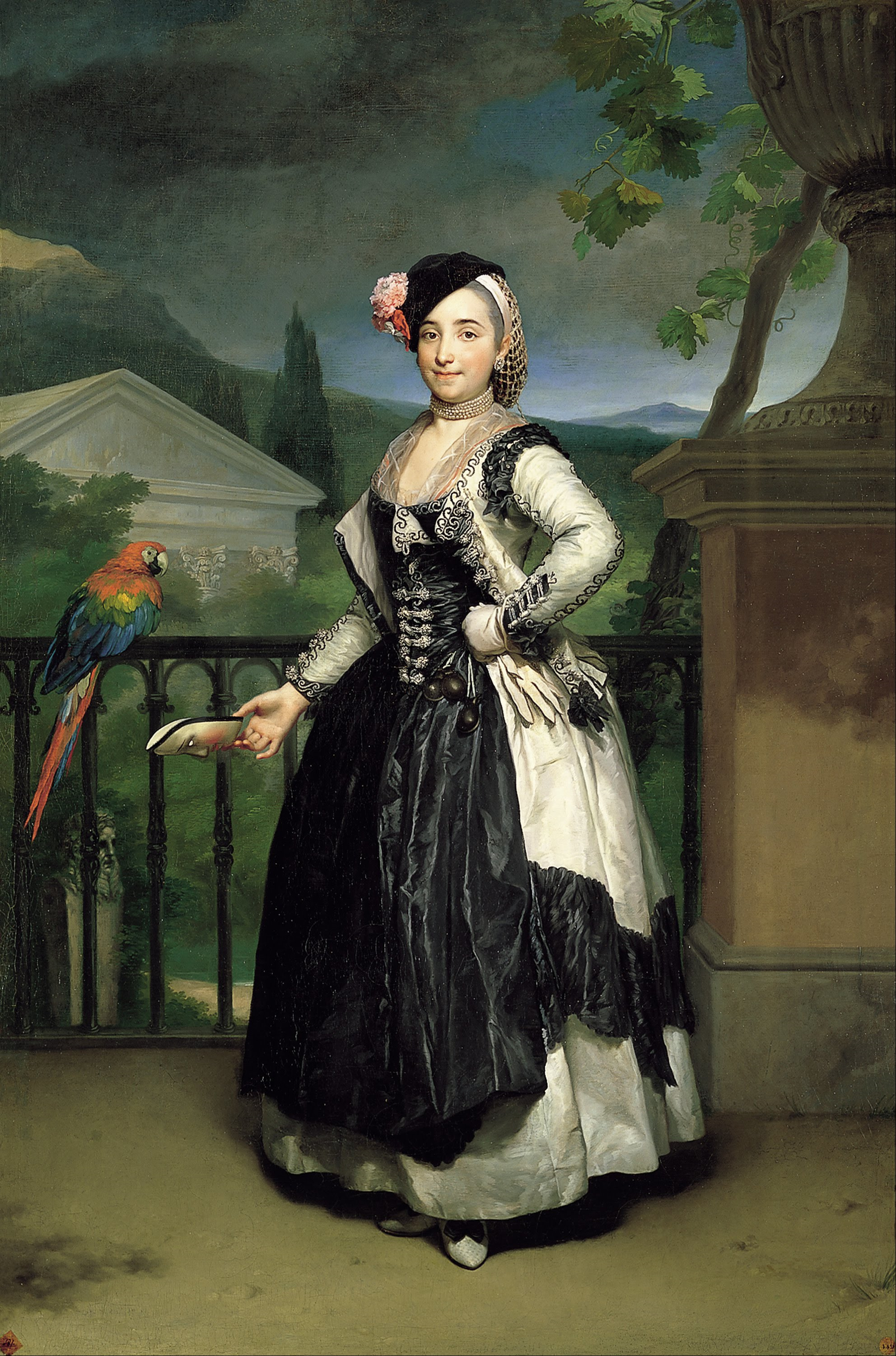
Marchiza de Llano
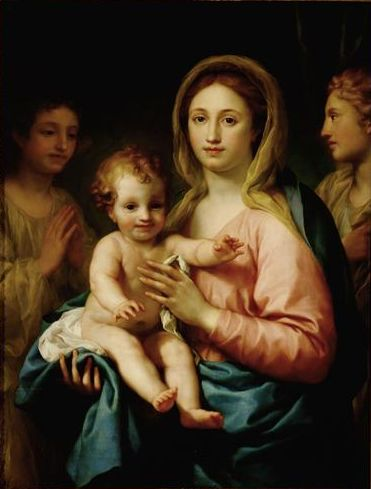
Madonna și Pruncul
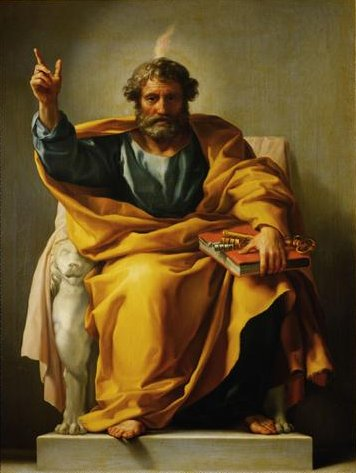
Sf. Petru
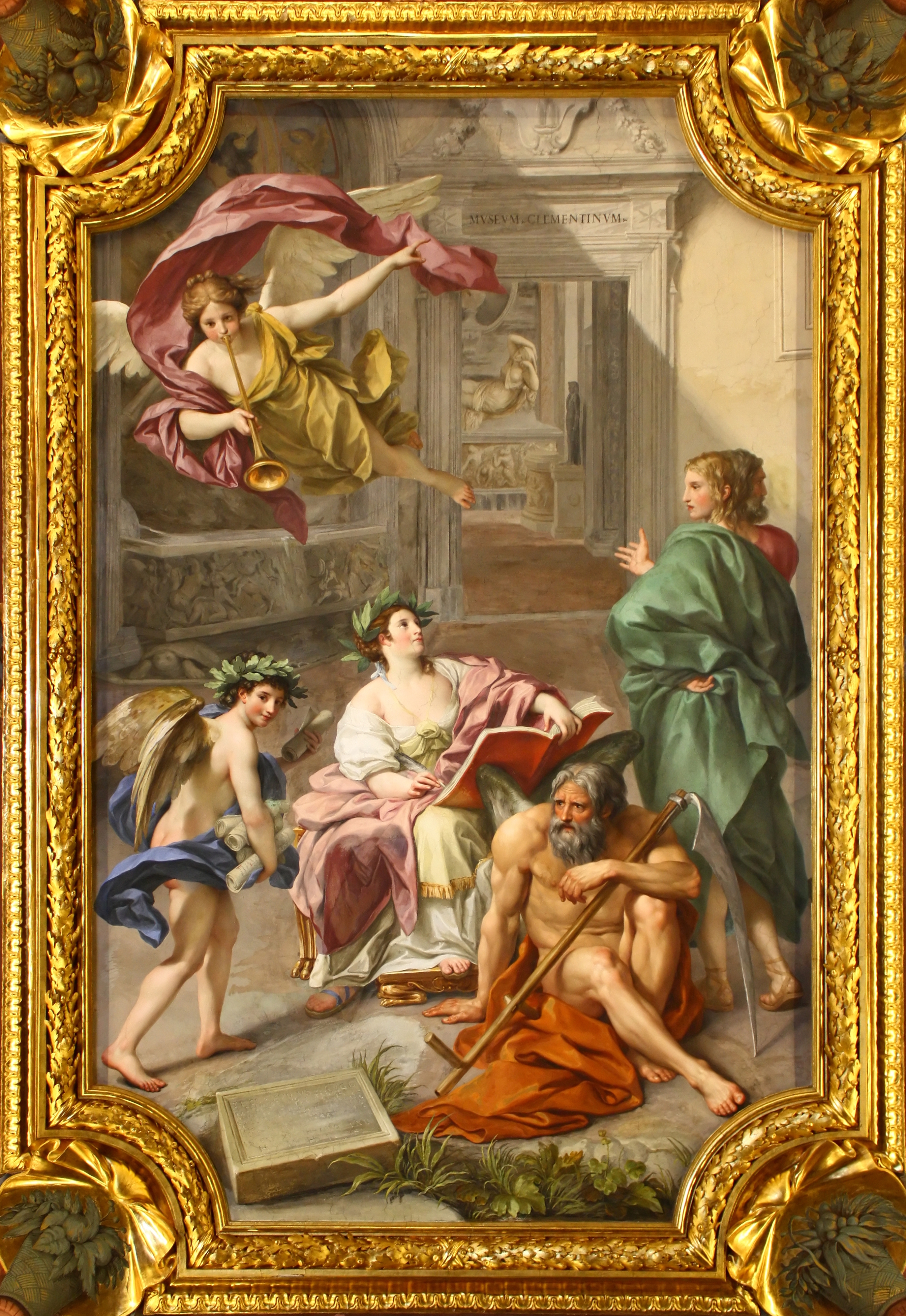
Triumful Istoriei asupra Timpului, plafonul Bibliotecii Vatican.
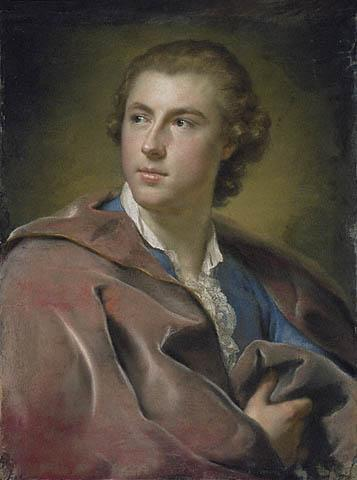
Portretul lui William Burton Conyngham (1733–1796)
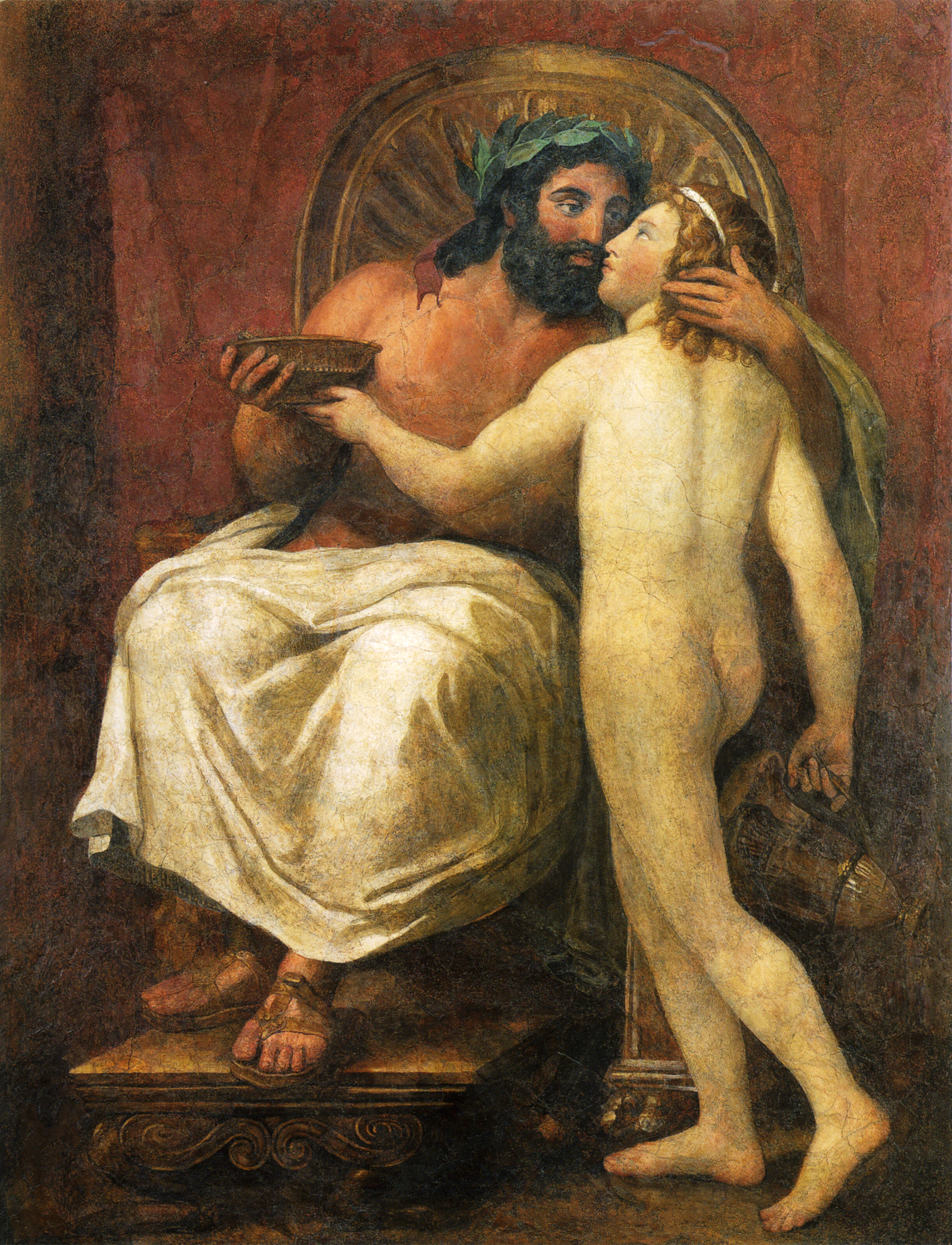
Frescă antică (fals notoriu) al lui Jupiter și Ganimede, adaptare realizată pentru a-l induce în eroare pe Winckelmann ce a fost atribuită lui Mengs sau lui Giovanni Casanova